# Ödeby församling
Ödeby  församling var en församling i Strängnäs stift och i Örebro kommun i Örebro län (Närke). Församlingen uppgick 1981 i Lillkyrka-Ödeby församling.

## Administrativ historik
Församlingen har medeltida ursprung och var till 1962 annexförsamling i pastoratet Lillkyrka och Ödeby. Från 1962 till 1981 annexförsamling i pastoratet Glanshammar, Rinkaby, Lillkyrka och Ödeby. Församlingen uppgick 1981 i Lillkyrka-Ödeby församling.

## Series pastorum
| Ämbetstid | Namn                       | Levnadstid |
| --------- | -------------------------- | ---------- |
| 1766–     | Georg Gezelius             | 1735       |
| 1836–     | Carl Christopher Klingberg |            |

## Kyrkor
- Ödeby kyrka